# August Georg Kenstler
August Georg Kenstler (* 24. Dezember 1899 in Schäßburg; † 8. Januar 1941 in Gotha) war ein rumäniendeutscher Publizist. Er gehörte 1924 zu den Gründern des Bundes Artam, eines Siedlungsbundes innerhalb der Völkischen Bewegung und schloss sich ebenfalls in den 1920er Jahren der NSDAP an.

## Leben
Kenstler wuchs bei den väterlichen Großeltern in Schäßburg auf. Der Vater, ein Tischler, war in die USA ausgewandert und hatte von dort den Sohn zu den Großeltern nach Siebenbürgen zurückgeschickt. Der Großvater war, ehe er nach Schäßburg übersiedelte, Dorfschmied mit bäuerlichem Nebenerwerb in Meschendorf gewesen.
Kenstler besuchte die Bergschule Schäßburg und begann im Juli 1915 eine Lehre in der lokalen Stadtgärtnerei. Im September 1916, nach dem Kriegseintritt Rumäniens, trat er als Freiwilliger in das Siebenbürger Streifbataillon des Ludwig Prinz zu Windisch-Grätz ein und wurde in den Waldkarpaten eingesetzt.
Nach dem Krieg ging er nach Deutschland und schloss sich 1921 einem Freikorps in Oberschlesien an. Er nahm 1923 am Hitler-Ludendorff-Putsch teil. In den folgenden Jahren wurde Kenstler zum Gründer, Mitbegründer und Führer verschiedener völkischer Zusammenschlüsse der 1920er Jahre.
Zusammen mit Bruno Tanzmann begründete er 1924 den Bund Artam, eine der zahlreichen völkischen Gruppierungen der Zeit, jedoch „mit am auffälligsten im Sinne der gerade erwachenden nationalsozialistischen Ideologie“, mit „nicht zu übersehendem rassistischen Gepräge“ und straffer „Führerhierarchie“. Auf ihren Fahnen zeigten die Artamanen das Hakenkreuz und die Inschrift „Nach Ostland wollen wir fahren!“ Später war Kenstler Vorsitzender des Rates der Altsassen der Artamanen. Als die NSDAP zunehmend in der Landbevölkerung aktiv wurde und sich dort verankern konnte, trat Kenstler zum 20. Juli 1925 der Partei bei (Mitgliedsnummer 11.415), was im Verein mit anderen Beitritten zu Abspaltungen von den Artamanen führte und deren spätere Gleichschaltung erleichterte.
Unter der Führung von Kenstler kam 1924 die erste „Artamanschaft“ auf dem Rittergut Limbach bei Dresden zum Einsatz. In der Literatur wird Kenstler bereits für diesen frühen Zeitpunkt als „junger volksdeutscher Nationalsozialist“ beschrieben. Kenstler war damals Dozent an einer der Deutsche Bauernhochschulen, DBHS, eines weiteren völkisch-nationalsozialistischen Zusammenschlusses. Das Zeichen der DBHS war nach Selbstaussage „das uralte germanische Heilszeichen: das Hakenkreuz“ (1923). Der Verlag der DBHS war der Hakenkreuz-Verlag und zu den Statuten gehörte ein antisemitischer Arierparagraph. 1926 wurde Kenstler Leiter der 1926 eröffneten „Grenzlandschule“ in Reichenbach/O.L. bei Görlitz. Hier wollte er „im Rahmen der Bauernhochschulbewegung das deutsche Bauerntum erwecken und organisieren und dann in direkter Anwendung der Mendelschen Vererbungslehre einen deutschen Bauernadel heranzüchten.“
Ebenfalls 1926 gründete er die Gruppe Bundschuh. Treuorden bodenständiger und tatbereiter Jugend, eine „ideologische Kaderschmiede“ der Völkischen unter seiner Leitung. Im selben Jahr wurde er Schriftleiter der Zeitschrift Sachs’ halte Wacht. Zeitschrift heimattreuer Siebenbürger Sachsen und ihrer Freunde mit Fritz Fabritius als Herausgeber. Im Frühjahr 1927 gehörte Kenstler zu den Gründern des völkischen Bundes Kinderland. Der von Thea von Teubern verfasste Gründungsaufruf erschien auch 1929 im ersten Jahrgang der Zeitschrift Blut und Boden.
Ab 1928 gab Kenstler gemeinsam mit Friedrich Schmidt die Zeitschrift Blut und Boden. Monatsschrift für wurzelstarkes Bauerntum, für deutsche Wesensart und nationale Freiheit heraus. Er stellte diese Zeitschrift ganz in den Dienst der Landvolkbewegung um Wilhelm Hamkens und Claus Heim, unter deren Anhängern seine „von einem extremistischen bäuerlichen Rassismus gekennzeichneten Thesen“ ab April 1929 Verbreitung fanden.
Kenstler hielt den Nationalsozialismus für ein geeignetes Werkzeug, um aus der regionalen Landvolkbewegung als einer, in seinen Augen, „aktiven national-revolutionären Bauernbewegung“ eine gesamtdeutsche Bewegung zu machen. Gemeinsam mit seinem Bundesbruder, dem Rassenideologen Walther Darré, und Hans Severus Ziegler, Schriftleiter der thüringischen NSDAP-Zeitung Der Nationalsozialist, entwickelte Kenstler den Plan, in Weimar eine agrarpolitische Zentrale zur Organisation der Landvolkbewegung aufzubauen, die Darré leiten und die durch die NSDAP finanziert werden sollte. Die Verhandlungen mit der Reichsleitung der NSDAP zogen sich bis in den Frühsommer 1930 hin. Als Darré dann Agrarexperte der NSDAP wurde und den Auftrag erhielt, in München eine agrarpolitische Abteilung aufzubauen, griff er im August 1930 auf die Ideen Kenstlers zurück. Die Entstehung des Agrarpolitischen Apparates der NSDAP geht somit auf Kenstlers Plan zurück. Die Formel „Blut und Boden“ wurde von Darré aufgegriffen und zu einem Schlagwort der nationalsozialistischen Agrarpolitik.
Mit seinem Vorhaben einer „bäuerlichen Revolution“, die eine totale Umgestaltung und Reagrarisierung Deutschlands mit sich bringen sollte, geriet Kenstler allerdings in Widerspruch zur Politik der NSDAP, die einen legalistischen Weg der „Machtergreifung“ innerhalb des parlamentarischen Systems einschlug. Kenstler setzte wie auch Darré „auf eine extrem antidemokratische Konzeption“. In der Großstadt sah Kenstler eine Hochburg des Judentums, Ort ständiger Rassenvermischung und negativer Auslese. „Der Hass der freien Bauern gegen das Wesen der Stadt“ sei „ein Urtrieb, der aus dem Instinkt der nordischen Rasse uns angeboren“ sei. Demokratie war für ihn das Ergebnis der jüdischen Weltverschwörung. Deutschland müsse größer werden, vor allem in östlicher Richtung. Die deutsche Jugend möge wieder das alte Lied deutscher Auswanderer singen: „Nach Ostland wollen wir reiten“. Die Haltung der NSDAP verachtete Kenstler demgegenüber als opportunistisch und attestierte dem Nationalsozialismus ab 1931 ein „römisch-faschistisches Wesen“, das nur eine neue Überfremdung bringe und „römisch-westlerische und kapitalistische Anfälligkeit“.
Kenstler besaß die deutsche Staatsangehörigkeit nicht. Er wurde mehrfach aus einzelnen Staaten des Deutschen Reiches ausgewiesen, so 1929 als „lästiger Ausländer“ aus Preußen. Mit Protesten stellten sich u. a. auch Erich Ludendorffs Zeitschrift Volkswarte und die Berliner Börsen-Zeitung auf seine Seite. Nach seiner Ausweisung habe er sich, so sein Biograf Johann Böhm, „fester an die Parteiführung der NSDAP“ gebunden. Die Überzeugung, die Bauernfrage könne nur durch die NSDAP gelöst werden, habe seine politische Gesinnung bis zu seinem Tod geprägt. Auch Hitler, der ihn demütigte, habe Kenstler enttäuscht, dennoch sei er „als Parteimitglied der NSDAP und der Ideologie des Nationalsozialismus treu“ geblieben. Nach seiner erneuten Ausweisung 1932 aus Preußen ging er nach Bad Berka in Thüringen, wo er eine „Bildungsstätte deutscher Volkheit“ gründete.
Die Zeitschrift Blut und Boden wurde im März 1934 auf Veranlassung Darrés unter einem Vorwand verboten. Laut Johann Böhm meinten sowohl Kenstler als auch der lange mit ihm befreundete, weltanschaulich eng verbundene Walther Darré, eine dauerhafte Konsolidierung der Agrarstruktur und eine „rassische Erneuerung“ des deutschen Volkes einleiten zu können. Böhm sieht hinter dem Sturz Kenstlers karrieristische Motive und Aktivitäten des Aufsteigers Darré.
Kenstler fand in der Folge beim Landesbischof Walther Schultz, Schwerin, eine Tätigkeit im Wirkungsbereich der Deutschen Christen und blieb ihr bis zu seinem Tod treu. Heinrich Himmler, 1929 Gauführer der Artamanen in Bayern, hatte ihm zudem einen monatlichen „Ehrensold“ ausgesetzt. Der an Zuckerkrankheit Erkrankte starb in einem Diabetischen Koma.
Himmler sicherte Kenstler ein „Ehrenbegräbnis“ als „Altem Kämpfer“, bei dem sich Landesbischof Schultz mit einem positiven Rückblick auf Artamanen, Zeitschrift Blut und Boden, „Grenzlandkampf“ u. a. positionierte.
Zur postnationalsozialistischen Rezeption der Vita Kenstlers gehört die Deutung, es habe sich bei ihm um einen „Rebellen“ gehandelt, und die unzutreffende Annahme, er habe der NSDAP nie angehört, mithin ein Nationalsozialist nie gewesen sein können, so im Kontext eines Vortrags des in Kreisen der Siebenbürger Sachsen engagierten Professors für Sonderpädagogik Andreas Möckel. Kenstler sei ein idealistischer Nationalist gewesen.
Der Historiker und Kenstler-Biograf Johann Böhm stellt in kritischer Auseinandersetzung mit einem Aufsatz des früheren Artamanenführers Rudolf Proksch zu Kenstler in den Südostdeutschen Vierteljahresblättern fest, statt „nüchtern“ und „im Lichte der Quellen“ die Fragen zu erörtern, „die Kenstlers Leben nach 1923 bestimmten“, würden der Verfasser und die Redaktion dieser Zeitschrift versuchen, „Kenstler als einen dem ‚Nationalsozialismus‘ auf ‚Distanz gegenüberstehenden völkischen Literaten, Prediger und Kämpfer‘ darzustellen.“ Das werde den Tatsachen nicht gerecht.